# Pradoluengo
Pradoluengo là một đô thị trong tỉnh Burgos, Castile và León, Tây Ban Nha. Theo điều tra dân số 2004 (INE), đô thị này có dân số là 1.651 người.
The village is located in "Sierra de la Demanda"